# Бурга (Португалія)
Бурга (порт. Burga; МФА: [ˈbuɾ.gɐ]) — парафія в Португалії, у муніципалітеті Маседу-де-Кавалейруш. Розташована в північно-східній частині країни, на теренах історичної португальської провінції Трансмонтана. Входить до складу округу Браганса. За адміністративним поділом, чинним до 1976 року, терени парафії були складовою провінції Трансмонтана і Верхнє Дору. Належить до Брагансько-Мірандської діоцезії Католицької церкви. Патрон — Діва Марія. Площа — 7,2106 км². Населення — 53 ос. (2011). Слабо урбанізований регіон. Густота населення — 7,35 осіб/км²
. Код — 040506.

## Населення
| Кількість мешканців | Кількість мешканців | Кількість мешканців | Кількість мешканців | Кількість мешканців | Кількість мешканців | Кількість мешканців | Кількість мешканців | Кількість мешканців | Кількість мешканців | Кількість мешканців | Кількість мешканців | Кількість мешканців | Кількість мешканців | Кількість мешканців |
| ------------------- | ------------------- | ------------------- | ------------------- | ------------------- | ------------------- | ------------------- | ------------------- | ------------------- | ------------------- | ------------------- | ------------------- | ------------------- | ------------------- | ------------------- |
| 1864                | 1878                | 1890                | 1900                | 1911                | 1920                | 1930                | 1940                | 1950                | 1960                | 1970                | 1981                | 1991                | 2001                | 2011                |
| 288                 | 251                 | 278                 | 284                 | 284                 | 238                 | 265                 | 336                 | 326                 | 324                 | 225                 | 196                 | 119                 | 88                  | 53                  |